# Mainsat
Mainsat là một xã thuộc tỉnh Creuse trong vùng Nouvelle-Aquitaine miền trung nước Pháp. Xã này nằm ở khu vực có độ cao trung bình 610 mét trên mực nước biển.

## Địa lý
Thị trấn có cự ly 12 km về phía đông bắc Aubusson, tại giao lộ các tuyến đường D4, D19 và D38.

## Dân số
| 1962                                                        | 1968 | 1975 | 1982 | 1990 | 1999 | 2005 |
| ----------------------------------------------------------- | ---- | ---- | ---- | ---- | ---- | ---- |
| 695                                                         | 820  | 743  | 752  | 748  | 682  | 693  |
| Số liệu điều tra dân số từ năm 1962 Dân số chỉ tính một lần |      |      |      |      |      |      |

## Địa điểm nổi bật
- Nhà thờ, thế kỷ 19.
- Lâu đài thế kỷ 15.
- Một dolmen tại Pellevoisin.
- Nhiều villa La Mã cổ.
- Lâu đài Portes.
- Phế tích lâu đài tại Montgrenier.